# St. Petersburg Open 1998 - Qualificazioni singolare
Le qualificazioni del singolare  dello  St. Petersburg Open 1998 sono state un torneo di tennis preliminare per accedere alla fase finale della manifestazione. I vincitori dell'ultimo turno sono entrati di diritto nel tabellone principale. In caso di ritiro di uno o più giocatori aventi diritto a questi sono subentrati i lucky loser, ossia i giocatori che hanno perso nell'ultimo turno ma che avevano una classifica più alta rispetto agli altri partecipanti che avevano comunque perso nel turno finale.
Le qualificazioni del torneo St. Petersburg Open 1998 prevedevano 28 partecipanti di cui 4 sono entrati nel tabellone principale.

## Teste di serie
1. Vincenzo Santopadre (secondo turno)
2. Geoff Grant (ultimo turno)
3. Olivier Delaître (Qualificato)
4. Lars Burgsmüller (Qualificato)

1. Ionuț Moldovan (secondo turno)
2. Chris Wilkinson (secondo turno)
3. Nicklas Kulti (Qualificato)
4. Andrej Merinov (primo turno)

## Qualificati
1. Jean-François Bachelot
2. Nicklas Kulti

1. Olivier Delaître
2. Lars Burgsmüller

## Tabellone

### Legenda
| - Q = Qualificato - WC = Wild card - LL = Lucky loser | - ALT = Alternate - SE = Special Exempt - PR = Protected Ranking | - w/o = Walkover - r = Ritirato - d = Squalificato |

### Sezione 1
|  | Primo turno      | Primo turno            | Primo turno | Primo turno | Primo turno |  |  | Secondo turno          | Secondo turno          | Secondo turno          | Secondo turno          | Secondo turno |   |   | Ultimo turno    | Ultimo turno    | Ultimo turno | Ultimo turno | Ultimo turno |  |
|  |                  |                        |             |             |             |  |  |                        |                        |                        |                        |               |   |   |                 |                 |              |              |              |  |
|  |                  |                        |             |             |             |  |  |                        |                        |                        |                        |               |   |   |                 |                 |              |              |              |  |
|  |                  |                        |             |             |             |  |  | 1                      | Vincenzo Santopadre    | Vincenzo Santopadre    | 6                      | 6             |   |   |                 |                 |              |              |              |  |
|  | Cristian Brandi  | Cristian Brandi        | 3           | 6           | 6           |  |  |                        | Cristian Brandi        | Cristian Brandi        | 7                      | 7             |   |   |                 |                 |              |              |              |  |
|  | Brent Haygarth   | Brent Haygarth         | 6           | 2           | 1           |  |  |                        |                        |                        |                        |               |   |   | Cristian Brandi | Cristian Brandi | 2            | 6            | 1            |  |
|  | Igor Shilin      | Igor Shilin            | 7           | 4           | 6           |  |  |                        |                        | Jean-François Bachelot | Jean-François Bachelot | 6             | 3 | 6 |                 |                 |              |              |              |  |
|  | Malte Commandeur | Malte Commandeur       | 5           | 6           | 2           |  |  | Igor Shilin            | Igor Shilin            | Igor Shilin            | 1                      | 0             |   |   |                 |                 |              |              |              |  |
|  |                  | Jean-François Bachelot | 2           | 7           | 6           |  |  | Jean-François Bachelot | Jean-François Bachelot | Jean-François Bachelot | 6                      | 6             |   |   |                 |                 |              |              |              |  |
|  | 8                | Andrej Merinov         | 6           | 6           | 4           |  |  |                        |                        |                        |                        |               |   |   |                 |                 |              |              |              |  |

### Sezione 2
|  | Primo turno    | Primo turno      | Primo turno      | Primo turno | Primo turno |  |  | Secondo turno | Secondo turno  | Secondo turno  | Secondo turno | Secondo turno |   |   | Ultimo turno | Ultimo turno | Ultimo turno | Ultimo turno | Ultimo turno |  |
|  |                |                  |                  |             |             |  |  |               |                |                |               |               |   |   |              |              |              |              |              |  |
|  |                |                  |                  |             |             |  |  |               |                |                |               |               |   |   |              |              |              |              |              |  |
|  |                |                  |                  |             |             |  |  | 2             | Geoff Grant    | Geoff Grant    | 6             | 6             |   |   |              |              |              |              |              |  |
|  | Kent Kinnear   | Kent Kinnear     | Kent Kinnear     | 6           | 6           |  |  |               | Kent Kinnear   | Kent Kinnear   | 3             | 1             |   |   |              |              |              |              |              |  |
|  | Alexei Belov   | Alexei Belov     | Alexei Belov     | 4           | 4           |  |  |               |                |                |               |               |   |   | 2            | Geoff Grant  | 7            | 4            | 4            |  |
|  | Marius Barnard | Marius Barnard   | 6                | 6           | 6           |  |  |               |                | 7              | Nicklas Kulti | 6             | 6 | 6 |              |              |              |              |              |  |
|  | Mark Merklein  | Mark Merklein    | 7                | 4           | 4           |  |  |               | Marius Barnard | Marius Barnard | 4             | 2             |   |   |              |              |              |              |              |  |
|  | 7              | Nicklas Kulti    | Nicklas Kulti    | 6           | 6           |  |  | 7             | Nicklas Kulti  | Nicklas Kulti  | 6             | 6             |   |   |              |              |              |              |              |  |
|  |                | Andrej Stoljarov | Andrej Stoljarov | 2           | 3           |  |  |               |                |                |               |               |   |   |              |              |              |              |              |  |

### Sezione 3
|  | Primo turno      | Primo turno      | Primo turno      | Primo turno | Primo turno |  |  | Secondo turno | Secondo turno    | Secondo turno  | Secondo turno | Secondo turno |   |   | Ultimo turno | Ultimo turno     | Ultimo turno     | Ultimo turno | Ultimo turno |  |
|  |                  |                  |                  |             |             |  |  |               |                  |                |               |               |   |   |              |                  |                  |              |              |  |
|  |                  |                  |                  |             |             |  |  |               |                  |                |               |               |   |   |              |                  |                  |              |              |  |
|  |                  |                  |                  |             |             |  |  | 3             | Olivier Delaître | 6              | 6             | 6             |   |   |              |                  |                  |              |              |  |
|  | Kalle Flygt      | Kalle Flygt      | Kalle Flygt      | 6           | 7           |  |  |               | Kalle Flygt      | 7              | 2             | 2             |   |   |              |                  |                  |              |              |  |
|  | Marcus Sarstrand | Marcus Sarstrand | Marcus Sarstrand | 4           | 6           |  |  |               |                  |                |               |               |   |   | 3            | Olivier Delaître | Olivier Delaître | 6            | 6            |  |
|  | Răzvan Sabău     | Răzvan Sabău     | Răzvan Sabău     | 6           | 7           |  |  |               |                  |                | Răzvan Sabău  | Răzvan Sabău  | 2 | 1 |              |                  |                  |              |              |  |
|  | Razvan Iliescu   | Razvan Iliescu   | Razvan Iliescu   | 3           | 6           |  |  |               | Răzvan Sabău     | Răzvan Sabău   | 6             | 6             |   |   |              |                  |                  |              |              |  |
|  | 5                | Ionuț Moldovan   | Ionuț Moldovan   | 6           | 6           |  |  | 5             | Ionuț Moldovan   | Ionuț Moldovan | 1             | 1             |   |   |              |                  |                  |              |              |  |
|  |                  | Sergei Lubort    | Sergei Lubort    | 2           | 4           |  |  |               |                  |                |               |               |   |   |              |                  |                  |              |              |  |

### Sezione 4
|  | Primo turno        | Primo turno        | Primo turno        | Primo turno | Primo turno |  |  | Secondo turno | Secondo turno    | Secondo turno   | Secondo turno | Secondo turno |   |   | Ultimo turno | Ultimo turno     | Ultimo turno | Ultimo turno | Ultimo turno |  |
|  |                    |                    |                    |             |             |  |  |               |                  |                 |               |               |   |   |              |                  |              |              |              |  |
|  |                    |                    |                    |             |             |  |  |               |                  |                 |               |               |   |   |              |                  |              |              |              |  |
|  |                    |                    |                    |             |             |  |  | 4             | Lars Burgsmüller | 4               | 7             | 6             |   |   |              |                  |              |              |              |  |
|  | Danny Sapsford     | Danny Sapsford     | 7                  | 2           | 6           |  |  |               | Danny Sapsford   | 6               | 5             | 2             |   |   |              |                  |              |              |              |  |
|  | Filippo Messori    | Filippo Messori    | 6                  | 6           | 1           |  |  |               |                  |                 |               |               |   |   | 4            | Lars Burgsmüller | 4            | 7            | 6            |  |
|  | Lars Rehmann       | Lars Rehmann       | Lars Rehmann       | 6           | 6           |  |  |               |                  |                 | Lars Rehmann  | 6             | 6 | 4 |              |                  |              |              |              |  |
|  | Stanislav Pribilov | Stanislav Pribilov | Stanislav Pribilov | 1           | 1           |  |  |               | Lars Rehmann     | Lars Rehmann    | 6             | 6             |   |   |              |                  |              |              |              |  |
|  | 6                  | Chris Wilkinson    | Chris Wilkinson    | 6           | 6           |  |  | 6             | Chris Wilkinson  | Chris Wilkinson | 1             | 0             |   |   |              |                  |              |              |              |  |
|  |                    | Andrei Michine     | Andrei Michine     | 1           | 2           |  |  |               |                  |                 |               |               |   |   |              |                  |              |              |              |  |